# Forsmarks distrikt
Forsmarks distrikt är ett distrikt i Östhammars kommun och Uppsala län. 
Distriktet ligger norr om Östhammar, vid kusten. 

## Tidigare administrativ tillhörighet
Distriktet inrättades 2016 och utgörs av en del av området som Östhammars stad omfattade till 1971, delen som före 1957 utgjorde Forsmarks socken.
Området motsvarar den omfattning Forsmarks församling hade vid årsskiftet 1999/2000.